# 三塩化リン
三塩化リン（さんえんかリン）はリンの塩化物のひとつの無機化合物である。毒性、腐食性を持ち、常温・常圧において液体である。水と激しく反応する。工業的に重要な化合物であり、除草剤、殺虫剤、可塑剤、油への添加剤、難燃剤の製造に使われている。還元剤であり、五塩化リンや塩化ホスホリルへと酸化される。毒物及び劇物取締法で毒物に指定されている。

## 物理的性質
四塩化炭素中で 0.8 D の双極子モーメントを持ち、Cl−P−Cl 結合角は 100.27° である。液体状態での標準生成エンタルピーは −319.7 kJ/mol である。31P NMR での化学シフト値は H3PO4 を基準として 220 ppm である。

## 化学的性質
三塩化リン中のリン原子は+3価、塩素原子は−1価の酸化状態をとっている。水と急速に、発熱的に反応して亜リン酸 (ホスホン酸) と塩化水素を生成する。これと類似した反応は数多く知られており、最も重要なものは亜リン酸エステルが生成するアルコールやフェノール類との反応である。例えばフェノールとの反応では亜リン酸トリフェニルが生成する。
{\displaystyle {\ce {3PhOH + PCl3 -> P(OPh)3 + 3HCl}}}
上の式で Ph はフェニル基を示す。エタノールもトリエチルアミンのような塩基の存在下で同様に反応し、亜リン酸トリエチルを与える。
{\displaystyle {\ce {3C2H5OH + PCl3 -> P(OC2H5)3 + 3HCl}}}
ただし塩基が存在しない場合はホスホン酸ジエチルとクロロエタンが生成する。
{\displaystyle {\ce {3C2H5OH + PCl3 -> {(C2H5O)2P(=O)H}+ C2H5Cl + 2HCl}}}
他のアルコールとも同様に反応する。反応条件によっては塩化アルキルと亜リン酸のみが生成する。2級アミン {\displaystyle {\ce {R2NH}}} との反応では亜リン酸トリアミド {\displaystyle {\ce {P(NR2)3}}} が、チオールとの反応ではトリチオ亜リン酸トリアルキル {\displaystyle {\ce {P(SR)3}}} が得られる。三塩化リンと2級アミンの反応で工業的に関連するのはホスホノメチル化であり、三塩化リン、2級アミンとホルムアルデヒドまたはパラホルムアルデヒドを用いてアミノホスホン酸 (HO)2P(=O)CH2NR2 を合成する。アミノホスホン酸は金属封鎖剤や水垢防止剤として水質改善に広く用いられる。除草剤グリホサート (Glyphosate) もこの方法で大規模に製造されている。グリニャール試薬や有機リチウム試薬による置換反応で、トリフェニルホスフィンなどの有機ホスフィン化合物を合成できる。
{\displaystyle {\ce {3PhMgBr + PCl3 -> Ph3P + 3MgBrCl}}}
また、芳香環に直接置換反応を起こす。例えばベンゼンと反応して {\displaystyle {\ce {PhPCl2}}} を与える。
三塩化リンは非共有電子対を持っているためルイス塩基として働く。例えば、ルイス酸 BBr3 と 1:1 付加物 {\displaystyle {\ce {{Br3B^{-}}-PCl3+}}} を形成する。Ni(PCl3)4 のような金属錯体も知られている。このルイス塩基性は有機リン化合物を合成するのに利用されている。
{\displaystyle {\ce {PCl3 + RCl + AlCl3 -> (RPCl3)+ AlCl4^-}}}
上記の生成物 (RPCl3)+ を加水分解するとアルキルホスホン酸二塩化物 RP(=O)Cl2 が得られる。

## 合成法
工業的には、塩素と白リンの三塩化リン溶液を加熱還流しながら、生成する三塩化リンを集める方法で合成される。実験室ではより毒性の低い赤リンを使う。
{\displaystyle {\ce {P4 + 6Cl2 -> 4PCl3}}}
三塩化リンは化学兵器禁止条約の第2種指定物質であり、工業生産はこれによって規制されている。過去にはオウム真理教が数十トンを購入していたことが発覚している。

## 用途
全世界での生産量は30万トンを超える。最も安価で多用途に用いることができる3価リン源であるため、リンを含む製品の重要な出発物質である。
三塩化リンは五塩化リン PCl5、塩化ホスホリル POCl3、ホスホロチオ酸トリクロリド PSCl3 の前駆体であり、これらは除草剤、殺虫剤、可塑剤、オイルへの添加剤、難燃剤など多岐にわたる用途を持つ。
三塩化リンを酸化すると塩化ホスホリルが得られる。これはリン酸エステル、例えばリン酸トリフェニルやリン酸トリクレジルなどのを製造するのに用いられ、難燃剤やポリ塩化ビニルの可塑剤として利用される。リン酸エステルは、他にもジアジノンなどの殺虫剤やグリフォゼートなどの除草剤として使われる。
ウィッティヒ反応用のトリフェニルホスフィン、および他のリン化合物の中間体やホーナー・ワーズワース・エモンズ反応の試薬として使われるホスフィン酸エステルなどの工業的規模での合成に用いられる。ウィッティヒ反応とホーナー・ワズワース・エモンズ反応は共にアルケンの合成法として重要である。抽出剤トリオクチルホスフィンオキシド (TOPO) の合成にも用いられるが、通常 TOPO はホスフィンから作られている。
三塩化リンは有機合成における試薬としても使用される。1級および2級のアルコールを塩化アルキルに、カルボン酸を塩化アシルに変換できるが、一般的に塩化チオニルを用いた方が良い結果が得られる。

## 取り扱い上の注意
毒性・危険性が高く、600 ppm の濃度では数分で死に至る。激しく水と反応し、強い腐食性がある。手袋と保護眼鏡を着用し、局所排気装置（ドラフトチャンバー）の中で取り扱うよう訓示されることが多い。大量に扱う場合は未使用のエプロンと顔面シールドも併用する。還元剤であるから強い酸化剤とは一定以上の距離をおいて保存する。